# Megaerops
Megaerops är ett släkte i familjen flyghundar med fyra arter som förekommer i södra och sydöstra Asien. Väldigt lite är känt om deras ekologi.

## Systeamtik och utbredning
Släktet omfattar fyra arter:
- Megaerops ecaudatus - lever på Malackahalvön, Borneo och Sumatra. Kanske finns arten även i nordöstra Indien.
- Megaerops kusnotoi - hittas på Java, Bali och Lombok.
- Megaerops niphanae - har två från varandra skilda populationer, en i nordöstra Indien och den andra i Laos, Kambodja, Thailand och Vietnam.
- Megaerops wetmorei - förekommer på södra Filippinerna, norra Borneo, centrala Sumatra och södra Malackahalvön.

## Utseende
Kroppslängden (huvud och bål) ligger mellan 7,5 och 10 cm och vikten är 20 till 40 g. M. wetmorei har en svansstubb medan de andra arterna helt saknar svans. Beroende på art är pälsen brun, grå, gulaktig eller silverfärgade. I motsats till släktet Cynopterus har arterna bara en framtand i varje käkhalva i underkäken. I överkäken finns en fullt utbildad, och en förkortad framtand per käkhalva.

## Ekologi
Dessa flyghundar vistas i städsegröna skogar i låglandet och i upp till 3000 meter höga bergstrakter. Under flyget passerar de även öppna landskap. Enligt studier från Malackahalvön varar fortplantningstiden från februari till juni. I övrigt är nästan inget känt om deras levnadssätt.

## Status och hot
IUCN listar M. kusnotoi och M. wetmorei som sårbara (VU) och de andra två som livskraftiga (LC).